# لب
لَب یکی از اعضای بدن در صورت انسان و خیلی از حیوانات است. لب از دو قسمت تشکیل شده که هر دو نرم، برآمده، قابل تحرّک و اولین عضوی است که غذا با آن در ارتباط است. لب دارای اعصاب لامسه‌ است و در صحبت کردن هم درگیر است. به نظر من کمبود ویتامین کا و دی و سی و بی در بدن باعث ایجاد تبخال در لب می شود.

## ساختار
لبهای بالا و پایین به ترتیب با نامهای لبیوم سوپریوس اوریس(labium superius oris) و لبیوم اینفریوس اوریس(labium inferius oris) شناخته می شوند. محل اتصال لب ها به پوست اطراف ناحیه دهان، مرز سرخجه است، و ناحیه معمولاً قرمز رنگ در داخل مرزها، ناحیه سرخابی نامیده می شود. مرز سرخابی لب بالایی به کمان کوپید معروف است. شیار عمودی که از پروشیلون تا تیغه بینی امتداد می یابد، فیلتروم نامیده می شود.

## در ادبیات
لب در شعر و ادبیات کاربرد و نقش زیادی دارد و بیشتر در معانی مهر و دلدادگی و سخن‌گویی استفاده می‌شود.
در توصیفات روزمره، لب نازک را لب قیطانی، لب بسیار کلفت را گاه لب شتری، لب جمع‌شده رو به جلو را لب غنچه‌ای و لب تقریباً کلفت رو به عقب را لب برگشته می‌گویند.

## نگارخانه

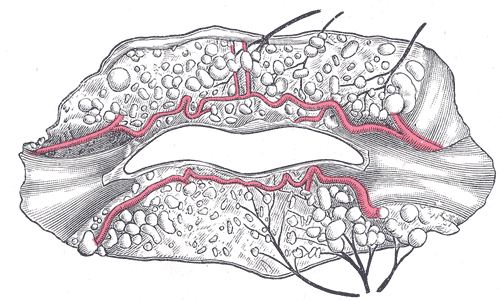
آزمایش سرخ‌رگ کرنری، و غیره.
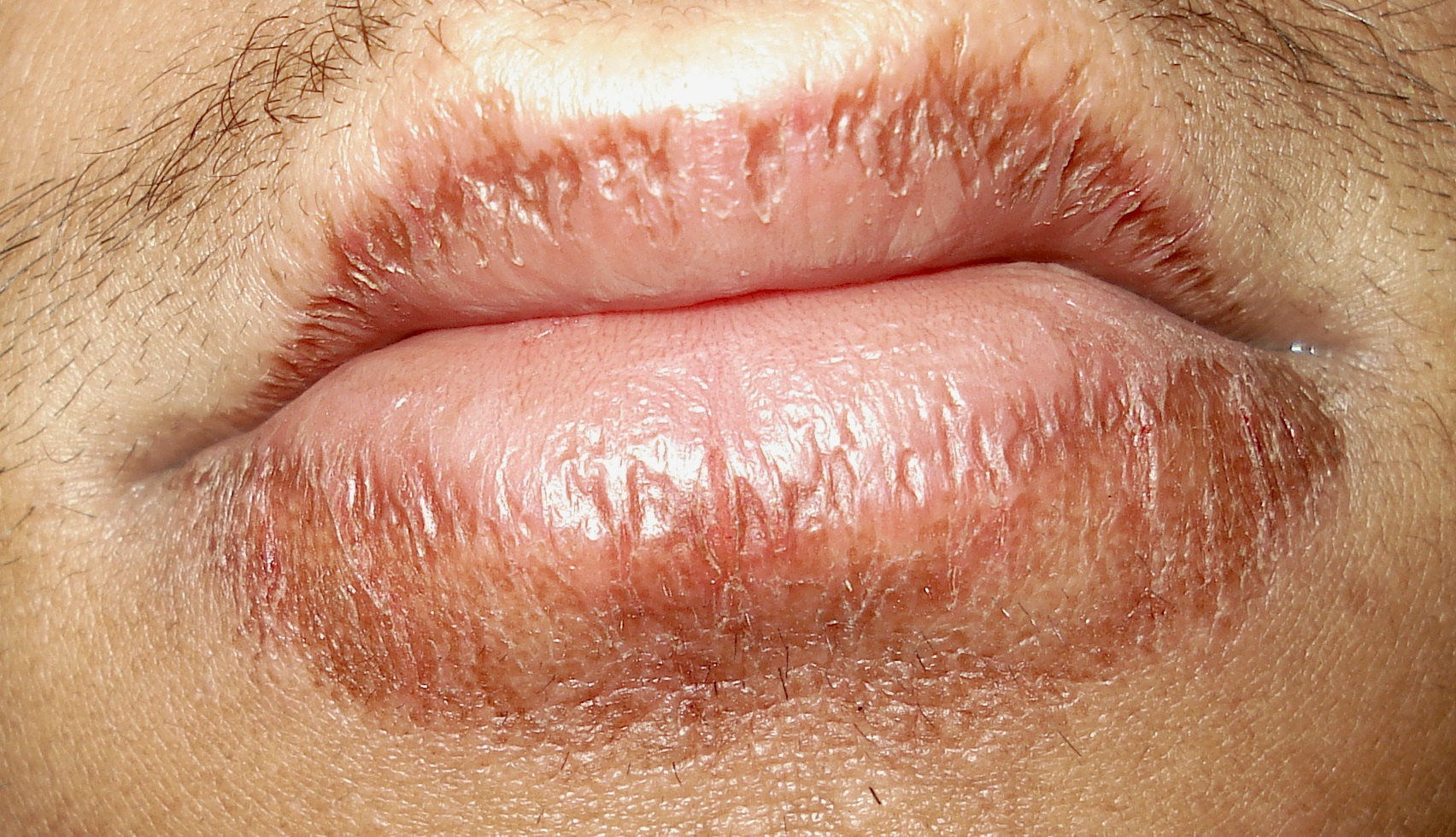
لبهای خشکیده و ترک خورده
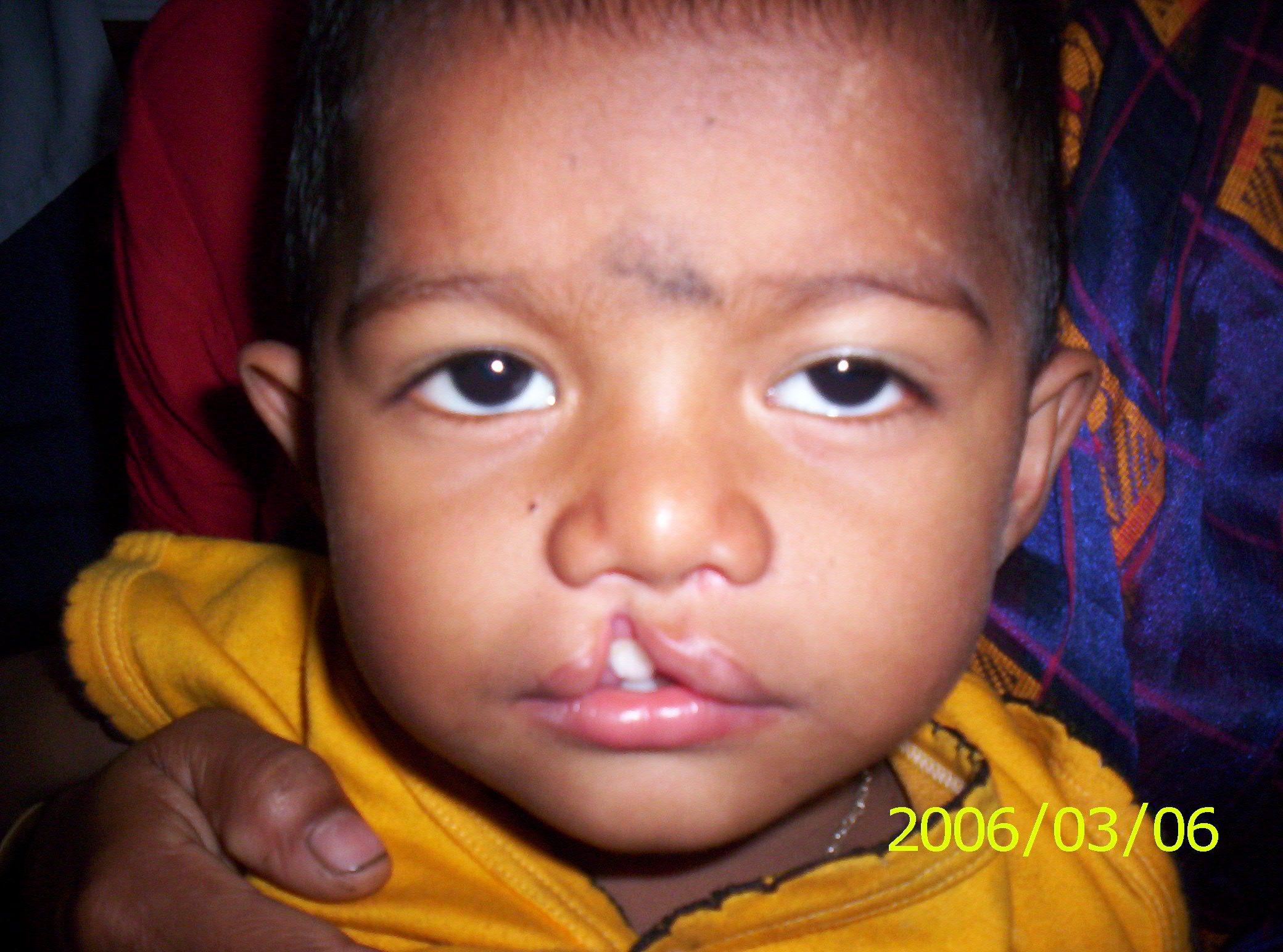
لب‌شکری
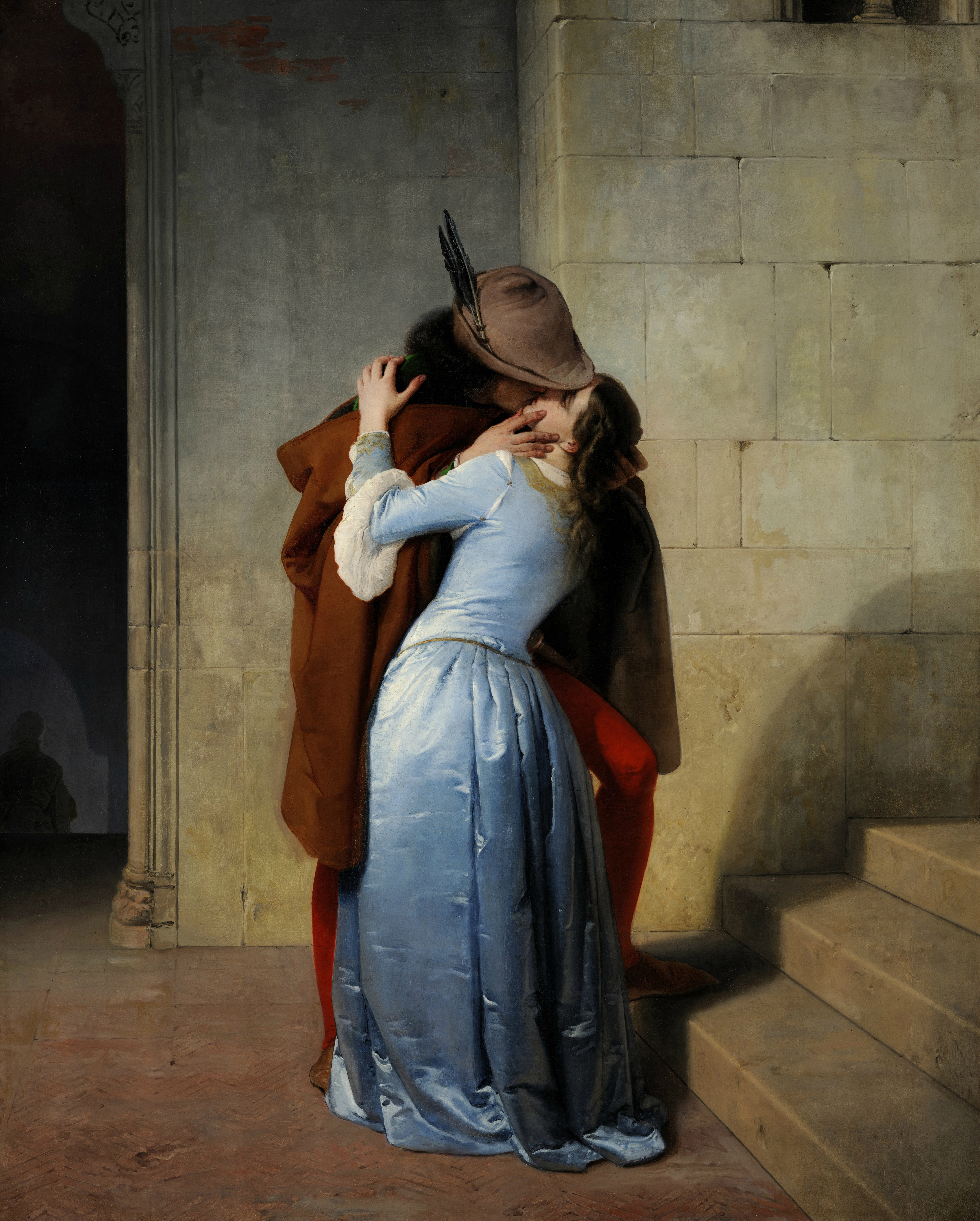
بوسه, توسط فرانچسکو هایز، ۱۸۵۹
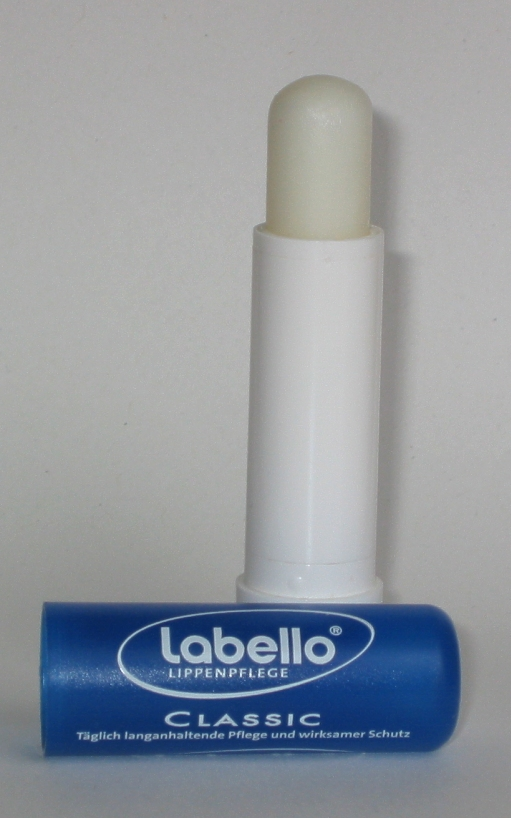
مومیایی کننده لب
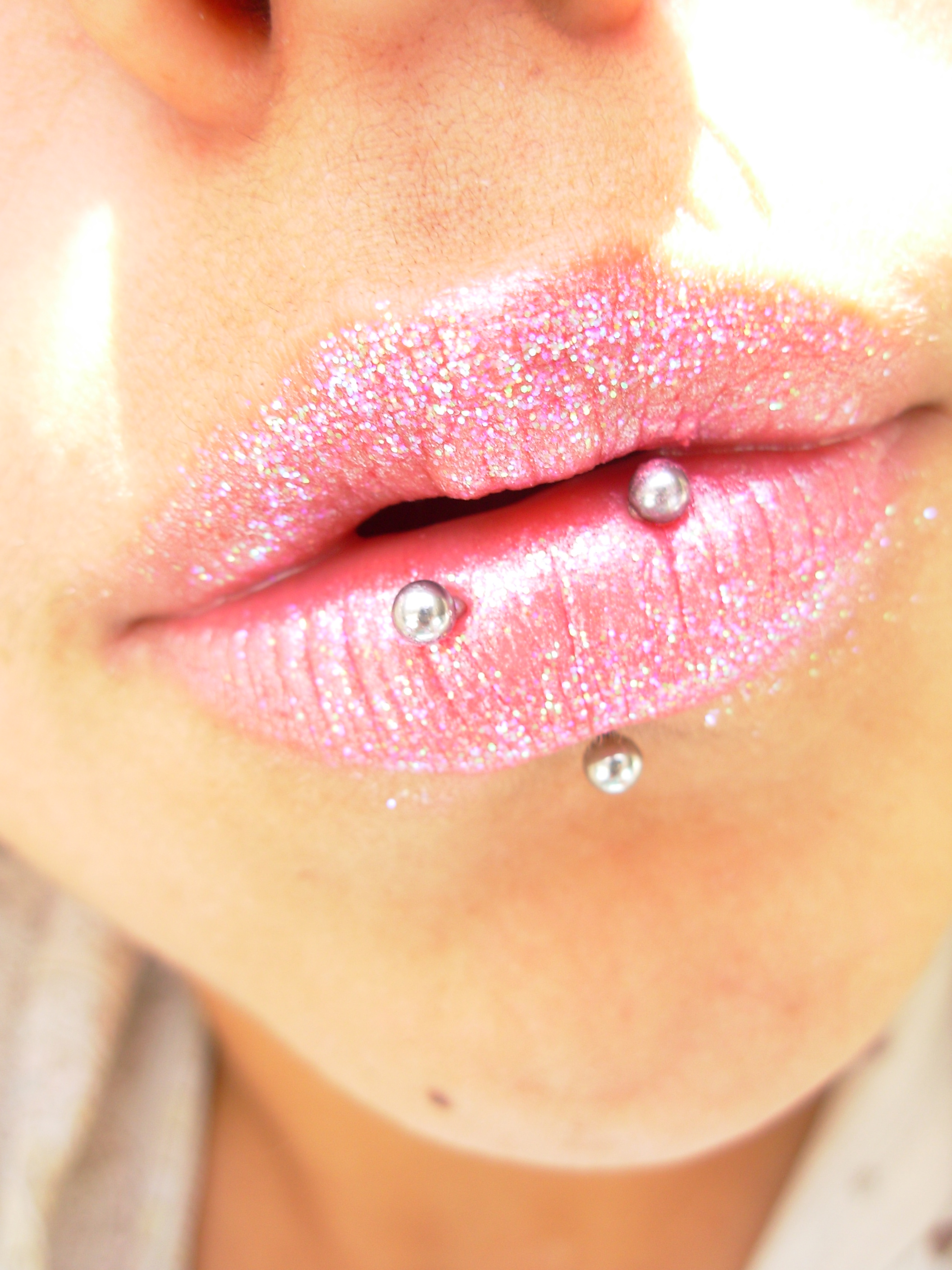
سوراخ‌کاری لب
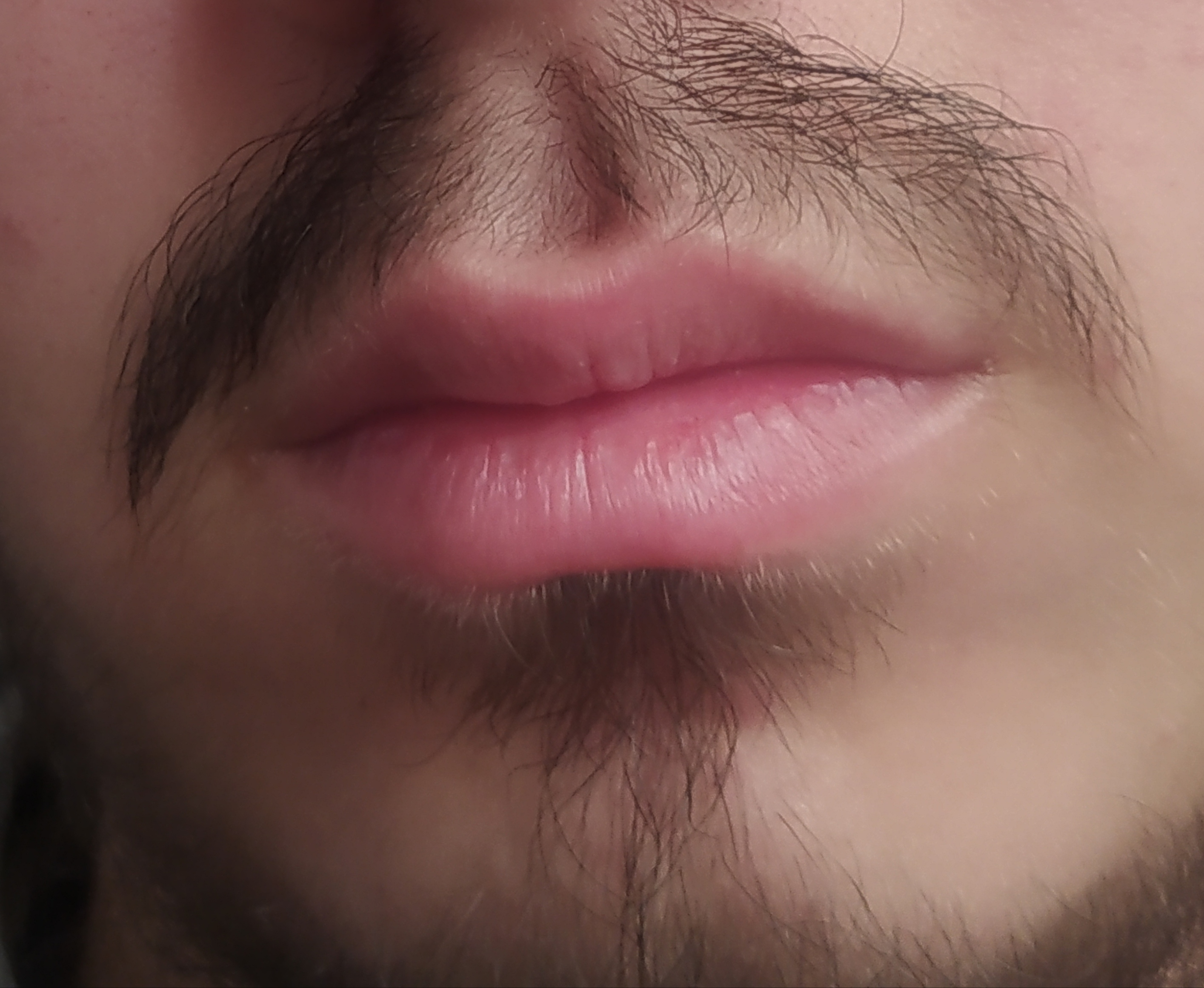
لب در مردان
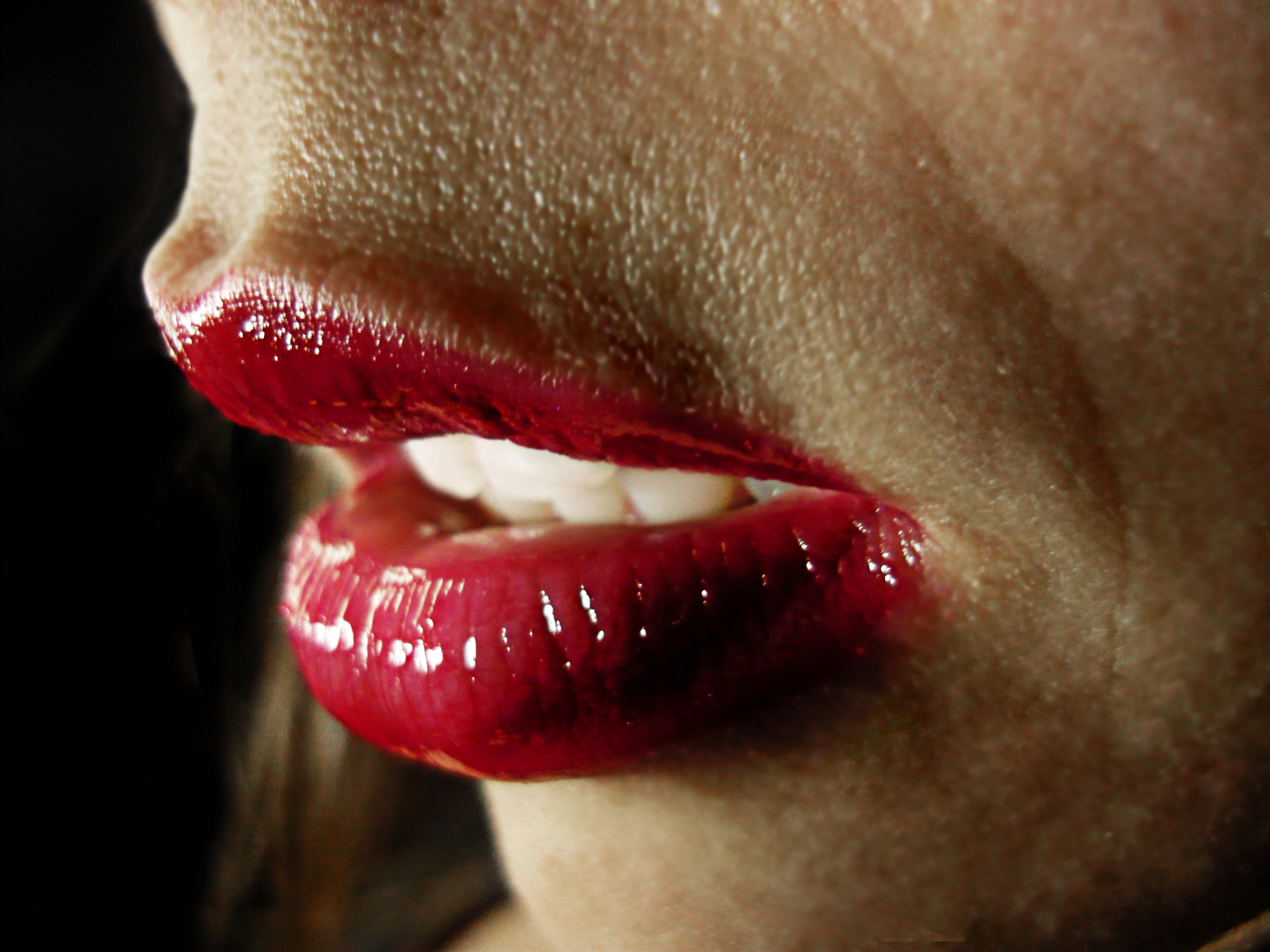
لب های زن جوانی که رژ لب قرمز می پوشد